# Pennine
Pennine war eine britische Automarke.

## Unternehmensgeschichte
Das Unternehmen aus der Nähe von Halifax begann 1914 mit der Produktion von Automobilen. Der Markenname lautete Pennine. Im gleichen Jahr endete die Produktion.

## Fahrzeuge
Das einzige Modell war ein Cyclecar. Ein V2-Motor von J.A.P. mit 8 PS Leistung trieb das Fahrzeug an. Die offene Karosserie bot Platz für zwei Personen. Der Neupreis betrug 110 Pfund.